# Kjetil Bjerkestrand

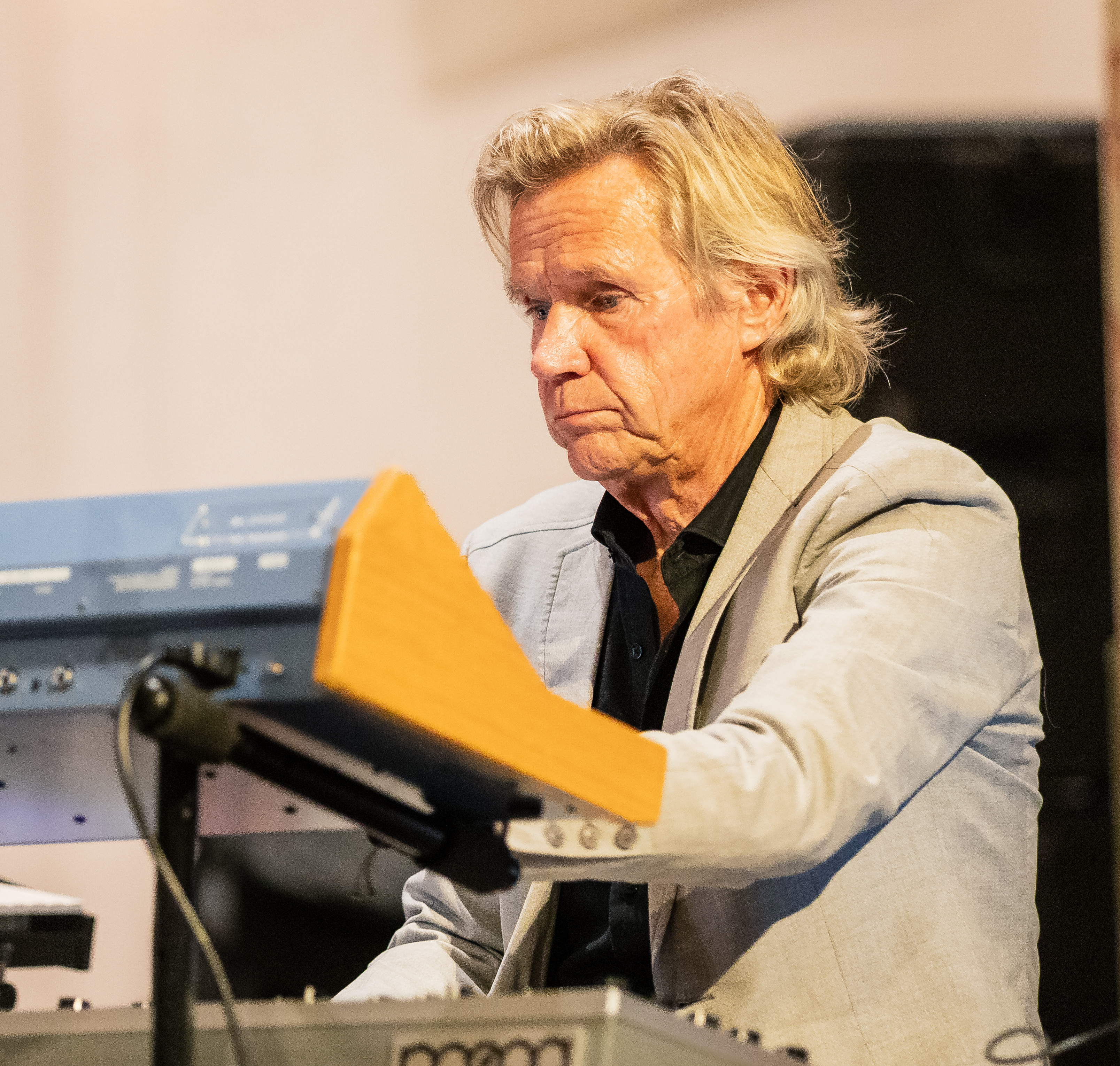
Kjetil Bjerkestrand auf der Bühne in Oslo Domkirke, Oslo 2024
Foto von Tore Sætre

Kjetil Bjerkestrand (* 18. Mai 1955) ist ein norwegischer Organist, Pianist und Filmmusikkomponist.
Bjerkestrand, Sohn eines Organisten absolvierte ein Orgelstudium an der Musikhochschule in Oslo. Als Kantor entdeckte er die Orgel als Improvisationsinstrument; später entstand aus diesem Interesse u. a. die Alben Gull, røkelse og myrra und Prima luna mit Tore Brunborg.
Daneben betätigte sich Bjerkestrand als Komponist, Arrangeur, Musikproduzent und Studiomusiker. Mehrere Jahre arbeitete er in Paris mit der amerikanischen Sängerin Dee Dee Bridgewater zusammen. Hier schrieb er auch Arrangements für Ray Charles. Mehrere Alben nahm er mit der Popgruppe a-ha auf. Mit deren Sänger Morten Harket trat er im Duo auf. Mit dem a-ha-Pianisten Magne Furuholmen gründete er die Gruppe Timbersound und spielte er Filmmusiken u. a. zu Hotel Oslo und Hermetic. Auch als Klavierbegleiter der Sängerinnen Sissel Kyrkjebø und Rebekka Bakken (I Keep my Cool) trat er auf. Ferner war er am Album Électronique Noire (1998) von Eivind Aarset beteiligt.
Ein weiteres Arbeitsgebiet Bjerkestrands ist die Filmmusik. So schrieb er u. a. die Musik zu dem bekannten Kinderfilm Karlsson vom Dach nach Astrid Lindgren.

## Diskographie
- Ti kniver i hjertet, Filmmusik (mit Magne Furuholmen), 1994
- Gull, røkelse og myrra (mit Tore Brunborg), 1995
- Tore Brunborg: Prima luna, 1997
- Hotel Oslo, Musik zur Fernsehserie (mit Magne Furuholmen), 1997
- Hermetic Filmmusik (mit Magne Furuholmen, Freddie Wadling) (Rune Grammofon, 1998)
- Dragonfly, Filmmusik (mit Magne Furuholmen), 2001

## Filmmusiken
- 1987: Pathfinder (Ofelaš)
- 1993: Ferien mit einer Leiche (Hodet over vannet)
- 1994: Ein Sommer voller Geheimnisse (Ti kniver i hjertet)
- 1996: Eremittkrepsen
- 1997: Hotel Oslo
- 1998: Sonny, der Entendetektiv (Solan, Ludvig og Gurin med reverompa)
- 1998: Der Tod hat eine Postleitzahl (1732 Høtten)
- 2001: Dorn im Auge (Øyenstikker)
- 2002: Karlsson vom Dach (Karlsson på taket)
- 2005: Deadline Torp
- 2005: 37 og et halvt